# Typotheria
Sous-ordre
Familles de rang inférieur
- † Archaeopithecidae
- † Oldfieldthomasiidae
- † Interatheriidae
- † Campanorcidae
- † Mesotheriidae

Typotheria est le nom d'un sous-ordre de l’ordre éteint des mammifères notongulés ayant vécu du Paléocène supérieur au Pléistocène moyen.
Le sous-ordre inclut cinq familles : les Archaeopithecidae, les Campanorcidae, les Interatheriidae, les Mesotheriidae, et les Oldfieldthomasiidae. Richard Cifelli a indiqué que les Typotheria seraient paraphylétiques s’ils excluaient les membres du sous-ordre Hegetotheria et il a préconisé l'inclusion des familles Hegetotheria, Archaeohyracidae et Hegetotheriidae dans les Typotheria.

## Taxinomie
Nom : Typotheria.
Familles appartenant au sous-ordre des Typotheria : 
- † Archaeopithecidae
- † Oldfieldthomasiidae
- † Interatheriidae
- † Campanorcidae
- † Mesotheriidae